# 吉川一義
吉川 一義（よしかわ かずよし、1948年1月31日 - ）は、日本のフランス文学者、京都大学名誉教授。
専攻はプルースト研究。

## 来歴
大阪市生まれ。大阪府立高津高等学校を経て、1970年東京大学文学部仏文科卒、1972年同大学院人文科学研究科修士課程修了、1977年同博士課程単位取得満期退学、ソルボンヌ大学博士号取得。1988年東京都立大学助教授、1993年教授に昇任、2006年に退職し名誉教授。同年京都大学文学部仏文科教授、同文学研究科教授、2012年に定年退任し名誉教授。
2009年より2013年まで日本フランス語フランス文学会会長。2010年に、フランス政府から教育功労章（オフィシエ級）を受章、アカデミー・フランセーズ（フランス学士院）より、学術大賞の一つ「フランス語フランス文学顕揚賞」（1960年設立）を受賞した。2011年『プルーストと絵画芸術』で仏本国のカブール＝バルベック・プルースト文学サークル文学賞受賞。2012年春に、日本学士院賞・恩賜賞を受賞。2021年、瑞宝中綬章受章。
約十年かけマルセル・プルースト『失われた時を求めて』の個人全訳を行った。2021年には、第26回小西財団日仏翻訳文学賞（特別賞）を受賞。仏和辞典の編著にも関わっている。

## 著書
- 『プルースト美術館 『失われた時を求めて』の画家たち』、筑摩書房、1998年
- 『プルーストの世界を読む』、岩波書店〈岩波セミナーブックス〉、2004年、新装版〈岩波人文書セレクション〉、2014年
- 『プルーストと絵画 レンブラント受容からエルスチール創造へ』、岩波書店、2008年
- 『『失われた時を求めて』への招待』、岩波新書、2021年6月
- 『絵画で読む『失われた時を求めて』』、カラー版中公新書、2022年9月
- 『『失われた時を求めて』の謎　隠された構造を探る』 岩波書店、2025年1月

フランス語出版
- Proust et l’art pictural, Champion, 2010.（『プルーストと絵画芸術』）- 『プルースト美術館』と『プルーストと絵画』を併せ改訂
- Relire, repenser Proust, Éditions du Collège de France, 2021.（『プルースト再読・再考』）

### 編著
- 『プルースト「スワンの恋」を読む』、白水社、2004年（作品解説と抜粋対訳）
  - 改訂版『対訳 フランス語で読む「失われた時を求めて」』、白水社、2021年。朗読CD付
- 吉田城『プルーストと身体－『失われた時を求めて』における病・性愛・飛翔』、白水社、2008年（遺稿を編集）
- 『プルーストと芸術』、水声社、2022年（編者代表）

### 共編著
- Index général de la Correspondance de Marcel Proust, Presses de l’Université de Kyoto, 1998. 
　『マルセル・プルースト書簡集総合索引』(日本プルースト研究会メンバーによる編集)
- 『ディコ仏和辞典』、白水社、2003年 （中條屋進、丸山義博、ガブリエル・メランベルジェとの責任編集）
- 『フランス現代作家と絵画』、水声社、2009年（岑村傑共編）
- 『文学作品が生まれるとき－生成のフランス文学』、京都大学学術出版会、2010年（田口紀子共編）
  - Comment naît une œuvre littéraire ?, Champion, 2011.（上記のフランス語版、田口紀子共編）
- Proust aux brouillons, Brepols, 2011.（『草稿執筆中のプルースト』。ナタリー･モーリヤック[6]との共編）
- Proust face à l’héritage du XIXe siècle, Presses Sorbonne Nouvelle, 2012.
『十九世紀の遺産と向き合うプルースト』（ナタリー･モーリヤック、ピエール=エドモン・ロベールとの共編）
- Proust, Cahier 53, 2 vol., Bibliothèque nationale de France / Brepols, 2012. (プルースト「カイエ53」の校訂版。ナタリー･モーリヤック、ピラ･ワイズとの共編）
- Swann le centenaire, Hermann, 2013.（『スワン生誕百年』。アントワーヌ・コンパニョンとの共編）
- Proust, la littérature et les arts, Champion, 2023. (『プルースト、文学と芸術』、小黒昌文、坂本浩也、津森圭一との共編）

## 翻訳
- マルセル・プルースト『サント=ブーヴに反論する』-『全集 第14巻』 筑摩書房、1986年（出口裕弘と共訳）
- モーリス・バレス『グレコ トレドの秘密』 筑摩書房、1996年
- ジャン＝イヴ・タディエ『評伝プルースト』 筑摩書房（上・下）、2001年
- アントワーヌ・コンパニョン『文学をめぐる理論と常識』 岩波書店、2007年（中地義和と共訳）
- マルセル・プルースト『失われた時を求めて』 岩波文庫（全14巻）、2010年11月-2019年11月。最終巻に人名・地名・作品総索引（日仏翻訳文学賞特別賞受賞）
- 編訳『「失われた時を求めて」名文選』 岩波書店、2024年9月

## 参照
1. ↑  日本学士院賞授賞の決定について
2. ↑  “第102回日本学士院受賞者略歴”. 2022年3月29日閲覧。
3. ↑  “『京大広報』No. 659（2010年9月）”. 2022年3月30日閲覧。
4. ↑  “日本学士院「日本学士院賞授賞の決定について」”. 2022年3月30日閲覧。
5. ↑  “京都大学NEWS（2021年4月30日）”. 2022年3月30日閲覧。
6. ↑  作家フランソワ・モーリヤックの孫でプルースト研究者。度々来日し講義。